# Бади, Шимен
Шимен Бади (фр. Chimène Badi, род. 30 октября 1982, Мелён) — французская певица алжирского происхождения.

## Первые шаги
Шимен Бади родилась в пригороде Парижа — Мелёне, но провела своё детство на юго-западе Франции. Её семья — родители — Шерифа и Мохаммед, сестра — Дебора, и брат — Карим. Младшая сестра с детства уговаривала Шимен заниматься пением. С шести лет, будущая певица тренировала свой голос на семейных праздниках и региональных песенных конкурсах.
Шимен была мечтательной, застенчивой, комплексовала по поводу собственной внешности и мало времени уделяла школьным занятиям.

## Начало карьеры
В 2003 году Шимен Бади прошла кастинг во второй сезон французского телешоу Popstars, целью которой было создание музыкальной группы. Девушка выбывает из телепрограммы. Но продюсер шоу Valery Zeitoun обращает внимание на её исполнительское мастерство. Он берется за продюсирование певицы и привлекает для написания её первого сингла Рика Аллисона. Песня Entre nous вскоре возглавила вершины французских чартов.
Шимен Бади выпускает несколько успешных альбомов в сотрудничестве с такими авторами, как Жан-Феликс Лаланн, Лара Фабиан, Жюли Зенатти, поёт дуэтом с признанными мастерами французской эстрады, такими как Мишель Сарду, Джонни Холлидей.

## Новые горизонты
Третий альбом Шимен Бади Le miroir имеет меньший успех, чем предыдущие, из-за его опубликования для скачивания в интернете, раньше официального релиза.
На сегодняшний день Шимен Бади в основном пребывает на американском континенте, в канадском Квебеке.

## Дискография
- 2003 : Entre nous
- 2004 : Dis-moi que tu m’aimes
- 2006 : Chimène Badi live à l’Olympia (СD и DVD)
- 2006 : Le miroir
- 2010 : Laisse les dire
- 2011 : Gospel & Soul
- 2015 : Au delà Des Maux